# Geburtshelferkröten
Die Geburtshelferkröten (Alytes) sind eine Gattung der Froschlurche (Anura), die nach der hier gebräuchlichen Systematik der Amphibien zur Familie Alytidae gezählt wird. Es handelt sich um recht kleine, stammesgeschichtlich „urtümliche“ Amphibien mit einer besonderen Form der Brutpflege.

## Allgemeine Merkmale
Geburtshelferkröten sind kleine, zierliche bis gedrungene Froschlurche von meist unscheinbarer, grauer oder brauner Färbung. Ihre Pupillen sind senkrecht gestellt und sehen bei hellem Licht schlitzförmig aus; das Trommelfell ist meist gut erkennbar. Auf der Unterseite der Vorderfüße befinden sich je nach Art zwei oder drei Handballen. Ihre Rufe erinnern an helle Flöten-, Pfeif- oder Glockentöne.

## Verbreitung
Die Verbreitung beschränkt sich auf das westliche und südwestliche Europa sowie einen sehr kleinen Teil Nordwestafrikas. Dabei sticht besonders die Iberische Halbinsel mit der Anwesenheit von drei Festlandsarten sowie einer weiteren, auf den Balearen endemischen Art hervor. Nur die Gemeine Geburtshelferkröte kommt auch im westlichen Mitteleuropa vor. In Deutschland erreicht die Gemeine Geburtshelferkröte im östlichen Harzvorland ihre östliche Verbreitungsgrenze. Zwei der Arten wurden erst in den letzten Jahrzehnten des 20. Jahrhunderts entdeckt und beschrieben, was für Wirbeltiere in Europa sehr ungewöhnlich ist.

## Fortpflanzung
Die auffälligste Besonderheit der Gattung ist die Fortpflanzungsbiologie. Die Männchen aller Arten übernehmen während der Paarung (inguinaler Amplexus) an Land die Laichschnüre von den Weibchen, indem sie sie nach der Besamung in komplizierten Bewegungsabläufen um ihre Hinterbeine bzw. Fersengelenke wickeln. Danach tragen sie die Eier über mehrere Wochen mit sich herum, bis sie die ausschlüpfenden Kaulquappen schließlich in ein Gewässer entlassen. Ihre frühe Entwicklungsphase verläuft somit potentiell besser vor Fressfeinden geschützt als bei direkt ins Wasser abgelegtem Laich anderer Froschlurche. (Näheres zum Fortpflanzungsverhalten und zur Namensdeutung siehe unter Gemeine Geburtshelferkröte.)

## Taxonomie
Früher wurden die Arten der Geburtshelferkröten den Scheibenzünglern (Discoglossidae) zugerechnet. Je nach systematischer Übersicht besteht diese Familie inzwischen aber nur noch aus der Gattung Discoglossus oder sie wird als Synonym der Familie Alytidae verstanden, wobei in dem Fall beide Gattungen – Alytes und Discoglossus – darin enthalten sind. Hier wird die erstgenannte Variante dargestellt, also sowohl Alytidae als auch Discoglossidae werden als jeweils monogenerisch behandelt.
- Familie Alytidae Fitzinger, 1843
  - Gattung Alytes Wagler, 1830

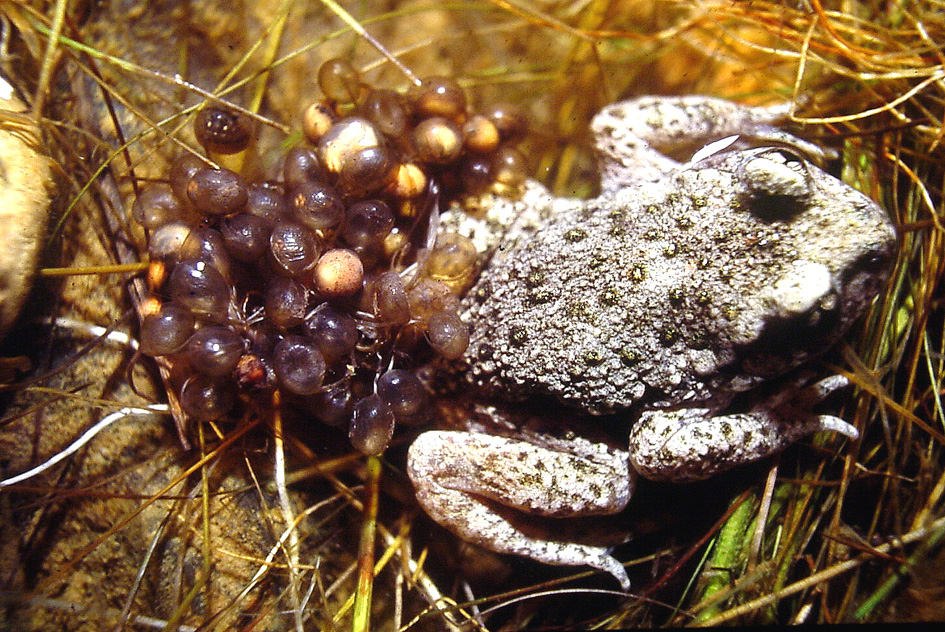
Männchen der Gemeinen Geburtshelferkröte mit schlupfreifem Laich

    - Art Alytes almogavarii Arntzen, García-París, 1995[1]
    - Art Alytes cisternasii Boscá, 1879 – Iberische Geburtshelferkröte
    - Art Alytes dickhilleni Arntzen & García-París, 1995 – Südostiberische Geburtshelferkröte
    - Art Alytes maurus Pasteur & Bons, 1962 – Maurische Geburtshelferkröte
    - Art Alytes muletensis (Sanchiz & Adrover, 1979) – Mallorca-Geburtshelferkröte
    - Art Alytes obstetricans (Laurenti, 1768) – Gemeine Geburtshelferkröte

Die Maurische Geburtshelferkröte wurde lange als Unterart von Alytes obstetricans behandelt und ähnelt dieser entsprechend stark. Neue phylogenetische Untersuchungen führten 2004 zu der Abgrenzung mit eigenem Art-Status. Ihre Vorkommen beschränken sich offenbar weitgehend auf das Rifgebirge innerhalb von Marokko. Es handelt sich damit um die einzige Alytes-Art außerhalb Europas.

### Phylogenetische Systematik
Eine 2004 durch I. Martínez-Solano, H. A. Gonçalves, J. W. Arntzen und M. García-París durchgeführte phylogenetische Untersuchung der Gattung ergab folgendes Kladogramm:
|  | \| \| Alytes obstetricans boscai \| \| \| \| \| \| Alytes obstetricans obstetricans \| \| \| \| |
|  |                                                                                                 |
|  | Alytes obstetricans pertinax                                                                    |
|  |                                                                                                 |
|  | Alytes obstetricans boscai                                                                      |
|  |                                                                                                 |
|  | Alytes obstetricans obstetricans                                                                |
|  |                                                                                                 |

|  | Alytes obstetricans boscai       |
|  |                                  |
|  | Alytes obstetricans obstetricans |
|  |                                  |

|  | \| \| Alytes obstetricans boscai \| \| \| \| \| \| Alytes obstetricans obstetricans \| \| \| \| |
|  |                                                                                                 |
|  | Alytes obstetricans pertinax                                                                    |
|  |                                                                                                 |
|  | Alytes obstetricans boscai                                                                      |
|  |                                                                                                 |
|  | Alytes obstetricans obstetricans                                                                |
|  |                                                                                                 |

|  | Alytes obstetricans boscai       |
|  |                                  |
|  | Alytes obstetricans obstetricans |
|  |                                  |

|  | Alytes maurus                                                            |
|  |                                                                          |
|  | \| \| Alytes dickhilleni \| \| \| \| \| \| Alytes muletensis \| \| \| \| |
|  |                                                                          |
|  | Alytes dickhilleni                                                       |
|  |                                                                          |
|  | Alytes muletensis                                                        |
|  |                                                                          |

|  | Alytes dickhilleni |
|  |                    |
|  | Alytes muletensis  |
|  |                    |

|  | \| \| Alytes obstetricans boscai \| \| \| \| \| \| Alytes obstetricans obstetricans \| \| \| \| |
|  |                                                                                                 |
|  | Alytes obstetricans pertinax                                                                    |
|  |                                                                                                 |
|  | Alytes obstetricans boscai                                                                      |
|  |                                                                                                 |
|  | Alytes obstetricans obstetricans                                                                |
|  |                                                                                                 |

|  | Alytes obstetricans boscai       |
|  |                                  |
|  | Alytes obstetricans obstetricans |
|  |                                  |

|  | \| \| Alytes obstetricans boscai \| \| \| \| \| \| Alytes obstetricans obstetricans \| \| \| \| |
|  |                                                                                                 |
|  | Alytes obstetricans pertinax                                                                    |
|  |                                                                                                 |
|  | Alytes obstetricans boscai                                                                      |
|  |                                                                                                 |
|  | Alytes obstetricans obstetricans                                                                |
|  |                                                                                                 |

|  | Alytes obstetricans boscai       |
|  |                                  |
|  | Alytes obstetricans obstetricans |
|  |                                  |

|  | Alytes maurus                                                            |
|  |                                                                          |
|  | \| \| Alytes dickhilleni \| \| \| \| \| \| Alytes muletensis \| \| \| \| |
|  |                                                                          |
|  | Alytes dickhilleni                                                       |
|  |                                                                          |
|  | Alytes muletensis                                                        |
|  |                                                                          |

|  | Alytes dickhilleni |
|  |                    |
|  | Alytes muletensis  |
|  |                    |

|  | \| \| Alytes obstetricans boscai \| \| \| \| \| \| Alytes obstetricans obstetricans \| \| \| \| |
|  |                                                                                                 |
|  | Alytes obstetricans pertinax                                                                    |
|  |                                                                                                 |
|  | Alytes obstetricans boscai                                                                      |
|  |                                                                                                 |
|  | Alytes obstetricans obstetricans                                                                |
|  |                                                                                                 |

|  | Alytes obstetricans boscai       |
|  |                                  |
|  | Alytes obstetricans obstetricans |
|  |                                  |

|  | \| \| Alytes obstetricans boscai \| \| \| \| \| \| Alytes obstetricans obstetricans \| \| \| \| |
|  |                                                                                                 |
|  | Alytes obstetricans pertinax                                                                    |
|  |                                                                                                 |
|  | Alytes obstetricans boscai                                                                      |
|  |                                                                                                 |
|  | Alytes obstetricans obstetricans                                                                |
|  |                                                                                                 |

|  | Alytes obstetricans boscai       |
|  |                                  |
|  | Alytes obstetricans obstetricans |
|  |                                  |

|  | Alytes maurus                                                            |
|  |                                                                          |
|  | \| \| Alytes dickhilleni \| \| \| \| \| \| Alytes muletensis \| \| \| \| |
|  |                                                                          |
|  | Alytes dickhilleni                                                       |
|  |                                                                          |
|  | Alytes muletensis                                                        |
|  |                                                                          |

|  | Alytes dickhilleni |
|  |                    |
|  | Alytes muletensis  |
|  |                    |

|  | \| \| Alytes obstetricans boscai \| \| \| \| \| \| Alytes obstetricans obstetricans \| \| \| \| |
|  |                                                                                                 |
|  | Alytes obstetricans pertinax                                                                    |
|  |                                                                                                 |
|  | Alytes obstetricans boscai                                                                      |
|  |                                                                                                 |
|  | Alytes obstetricans obstetricans                                                                |
|  |                                                                                                 |

|  | Alytes obstetricans boscai       |
|  |                                  |
|  | Alytes obstetricans obstetricans |
|  |                                  |

|  | \| \| Alytes obstetricans boscai \| \| \| \| \| \| Alytes obstetricans obstetricans \| \| \| \| |
|  |                                                                                                 |
|  | Alytes obstetricans pertinax                                                                    |
|  |                                                                                                 |
|  | Alytes obstetricans boscai                                                                      |
|  |                                                                                                 |
|  | Alytes obstetricans obstetricans                                                                |
|  |                                                                                                 |

|  | Alytes obstetricans boscai       |
|  |                                  |
|  | Alytes obstetricans obstetricans |
|  |                                  |

|  | Alytes maurus                                                            |
|  |                                                                          |
|  | \| \| Alytes dickhilleni \| \| \| \| \| \| Alytes muletensis \| \| \| \| |
|  |                                                                          |
|  | Alytes dickhilleni                                                       |
|  |                                                                          |
|  | Alytes muletensis                                                        |
|  |                                                                          |

|  | Alytes dickhilleni |
|  |                    |
|  | Alytes muletensis  |
|  |                    |

Die Schwestergruppe der Gattung Alytes ist die Gattung Discoglossus.

## Sonstiges
Bekannt wurden Geburtshelferkröten auch durch die von Fälschungsvorwürfen gekennzeichneten Versuche von Paul Kammerer, in denen dieser 1924 behauptete bewiesen zu haben, dass die Daumenschwielen der Krötenmännchen durch Vererbung erworbener Eigenschaften (Lamarckismus) an die Nachkommen weitergegeben werden.

## Schutz
Gesetzlicher Schutzstatus
- Fauna-Flora-Habitat-Richtlinie (FFH-RL): Auf Anhang II („es sind eigens Schutzgebiete auszuweisen“) steht die Mallorca-Geburtshelferkröte; auf Anhang IV („streng zu schützende Art“) ebenfalls diese sowie die Iberische und die Gemeine Geburtshelferkröte. Alytes dickhilleni war zum Zeitpunkt des ersten Erscheinens der FFH-Richtlinie (1992) noch nicht als eigene Arten beschrieben worden, dürfte als Ausgrenzung von A. cisternasii aber ebenfalls unter Anhang IV fallen. Die Maurische Geburtshelferkröte kommt außerhalb des Wirkungskreises der FFH-Richtlinie in Afrika vor.
- Ferner gelten alle europäischen Lurcharten als „besonders geschützt“ gemäß Bundesartenschutzverordnung, sofern sie nicht „streng geschützt“ sind.